# Żeglarstwo na Igrzyskach Śródziemnomorskich 2005
Żeglarstwo na Igrzyskach Śródziemnomorskich 2005 odbywało się w dniach 25 czerwca – 2 lipca 2005 roku. Zawodnicy obojga płci rywalizowali łącznie w pięciu konkurencjach w Club de Mar.
Początkowo planowano rozegranie również żeńskich zawodów w klasie Mistral, jednak nie zgłosiła się wymagana liczba zawodniczek. Rywalizacja była przeprowadzona w formie jedenastu wyścigów, a do zawodów w każdej klasie mogły przystąpić maksymalnie dwie załogi z jednego kraju.

## Podsumowanie

### Klasyfikacja medalowa
| Klasyfikacja medalowa | Klasyfikacja medalowa | Klasyfikacja medalowa | Klasyfikacja medalowa | Klasyfikacja medalowa | Klasyfikacja medalowa |
| Miejsce               | Państwo               | Złoto                 | Srebro                | Brąz                  | Razem                 |
| --------------------- | --------------------- | --------------------- | --------------------- | --------------------- | --------------------- |
| 1                     | Francja               | 3                     | 1                     | 2                     | 6                     |
| 2                     | Hiszpania             | 1                     | 1                     | 0                     | 2                     |
| 3                     | Słowenia              | 1                     | 0                     | 2                     | 3                     |
| 4                     | Włochy                | 0                     | 3                     | 0                     | 3                     |
| 5                     | Grecja                | 0                     | 0                     | 1                     | 1                     |
| Razem                 | Razem                 | 5                     | 5                     | 5                     | 15                    |

### Medaliści
| Konkurencja  | 1. miejsce                                    | 2. miejsce                                       | 3. miejsce                            |
| Mężczyźni    | Mężczyźni                                     | Mężczyźni                                        | Mężczyźni                             |
| ------------ | --------------------------------------------- | ------------------------------------------------ | ------------------------------------- |
| Mistral      | Nicolas Huguet                                | Francisco Manchon                                | Julien Bontemps                       |
| 470          | Francja · Benjamin Bonnaud · Romain Bonnaud   | Włochy · Gabrio Zandonà · Francesco della Torre  | Słowenia · Tomaz Copi · Davor Glavina |
| Laser        | Vasilij Žbogar                                | Diego Negri                                      | Thomas Le Breton                      |
| Kobiety      |                                               |                                                  |                                       |
| 470          | Hiszpania · Natalia Vía Dufresne · Laia Tutzo | Francja · Camille Lecointre · Gwendolyn Lemaitre | Słowenia · Alja Černe · Teja Černe    |
| Laser Radial | Sophie de Turckheim                           | Larissa Nevierov                                 | Eftychia Mantzaraki                   |